# Benjamin Phiri
Benjamin S. Phiri (ur. 14 czerwca 1959 w Chongololo) – zambijski duchowny katolicki, biskup Ndoli w latach 2020-2024, arcybiskup metropolita Ndoli od 2024. 

## Życiorys

### Prezbiterat
Święcenia kapłańskie przyjął 14 września 1986 i został inkardynowany do diecezji Chipata. Był m.in. dyrektorem centrum duszpasterstwa powołań i centrum katechetycznego, biskupim sekretarzem oraz rektorem krajowego seminarium.

### Episkopat
15 stycznia 2011 papież Benedykt XVI mianował go biskupem pomocniczym diecezji Chipata ze stolicą tytularną Nachingwea. Sakry biskupiej udzielił mu 9 kwietnia 2011 kardynał Medardo Joseph Mazombwe.
3 lipca 2020 papież Franciszek mianował go biskupem ordynariuszem diecezji Ndola.
18 czerwca 2024 ten sam papież ustanowił go arcybiskupem metropolitą nowopowstałej archidiecezji Ndola